# São José do Cerrito
São José do Cerrito é um município brasileiro do estado de Santa Catarina.
Município localizado no planalto serrano catarinense. Sua colonização por não indígenas nativos iniciou no século XIX através dos bandeirantes paulistas que exploravam os campos de Lages. Seu primeiro nome em português foi em torno de 1927, junto à capela São José, próxima ao Rio Caveiras: localidade de Caru, que pelos moradores locais significa: “terra fértil” e pelos indígenas significa “forte e corajoso como o rio”. Mas em 1953 passou a se chamar São José do Cerrito. Passou por anos sendo chamada de Caru em referências a profecias de João Maria de Agostinho, um dos monges “João Maria”, da história do Contestado.

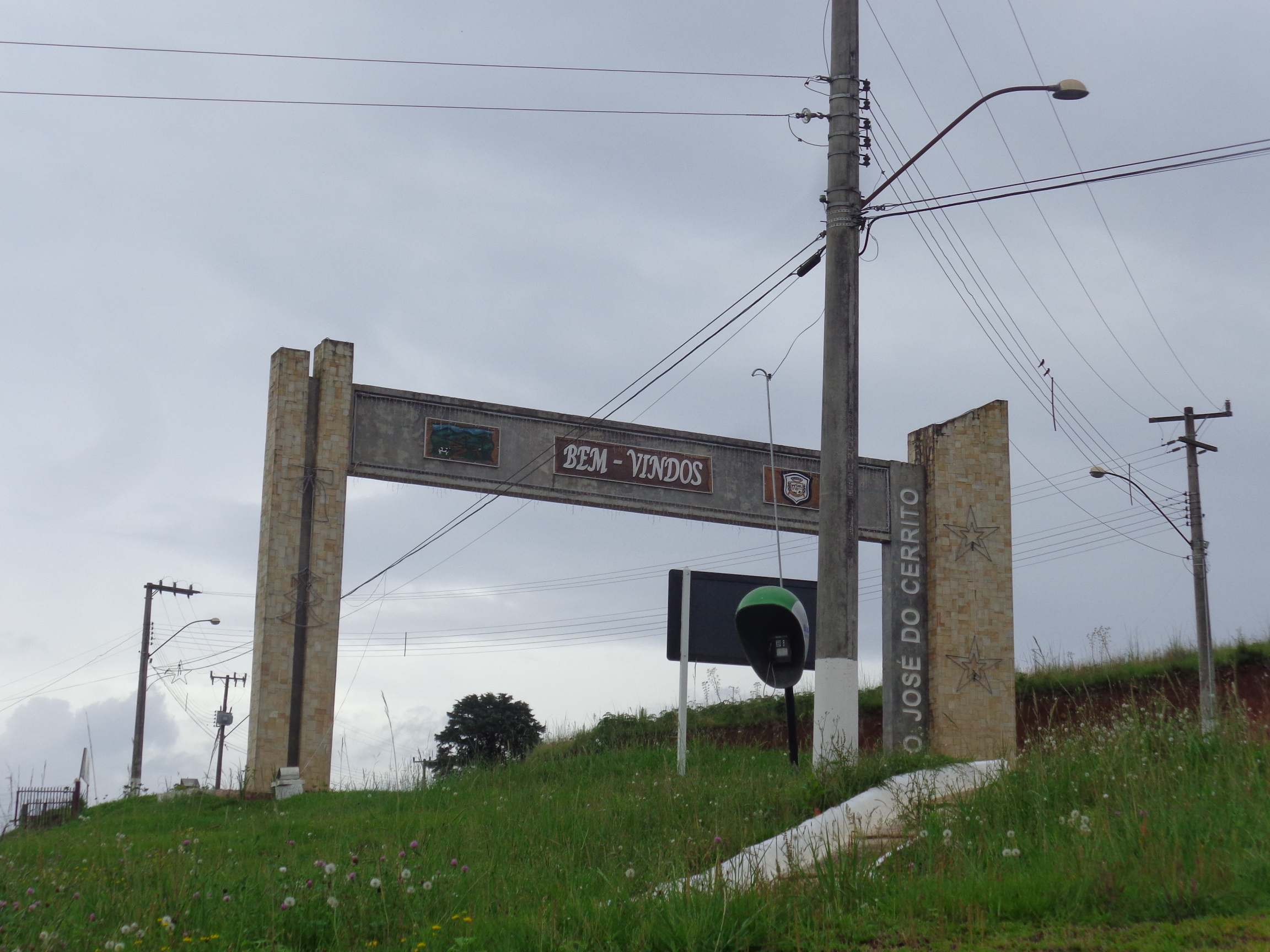
Portal de entrada de São José do Cerrito via BR-282

## Turismo
Passo dos Fernandes
Local onde existe a Ponte sobre o Rio Caveiras, com lindas cascatas. Aprazível para passeios e banhos de rio. Fica a 15 km do Centro, na divisa com Lages.
Pesque e Pague Herman Motta
Local próprio para pesca, localizado a 15 km do Centro, na localidade de Santo Antônio.
Piscina natural Marcos Wernner
Além dos banhos, o local é próprio para passeios. Fica a 8 km do centro, na localidade de Bom Jesus.
Festa do Feijão
É realizada bienalmente em anos pares, no mês de abril no Parque Municipal de Exposições, com gastronomia à base de feijão, Encontro Tradicionalista, Rodeio Crioulo e exposição de produtos agrícolas.
Feira do Terneiro e Gado Geral
Ocorre anualmente, no mês de abril no Parque Municipal de Exposições. Exposição e comércio de animais.
Festa de São Pedro
Padroeiro do Município. Ocorre anualmente na Praça da Igreja Matriz, no dia 29 de junho, com atividades religiosas, gastronomia e festejos populares.

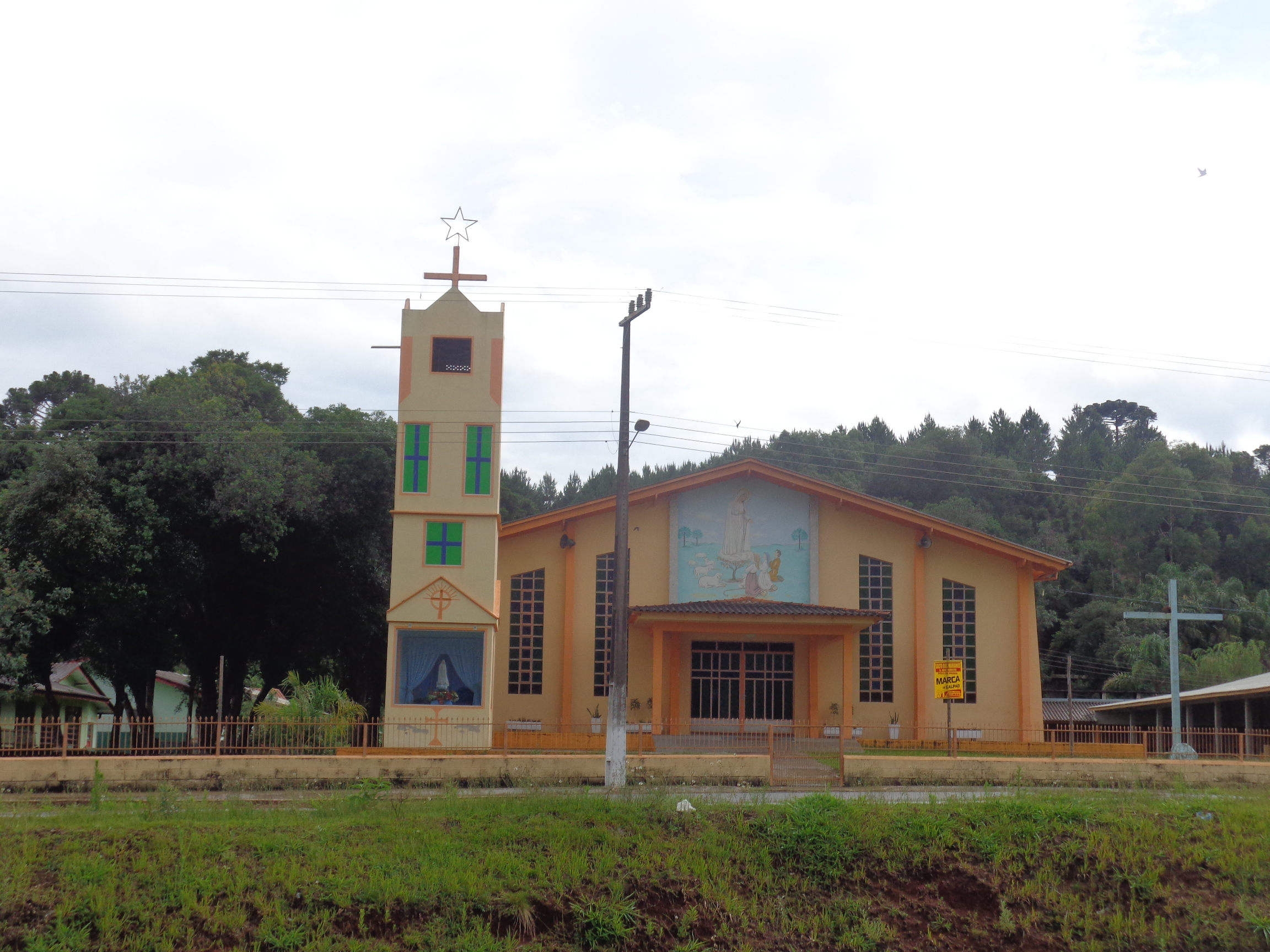
Capela e salão de festas em Salto dos Marianos, São José do Cerrito, às margens da BR-282

## Importância histórica
Casas subterrâneas
Uma equipe de pesquisadores coordenados pelo padre jesuíta Pedro Ignácio Schmitz da Universidade do Vale do Rio dos Sinos (Unisinos-RS) vem trabalhando  numa série de estruturas subterrâneas que foram encontradas na região, segundo os arqueólogos trata-se do  maior  conjunto de casas ou abrigos subterrâneos localizados até agora no país. As estruturas que foram datadas em cerca de 1000 anos guardam vestígios das populações nativas que habitaram o planalto catarinense em tempos pré-colombianos, uma verdadeira "cidade perdida " que  está sendo desenterrada desde 2007 quando o padre Ignácio começou os trabalhos de investigação no local. Já foram encontradas mais de 200 estruturas algumas medindo 7 metros de profundidade por 20 de diâmetro, e ainda há muito mais a se descobrir afirmam os pesquisadores que são financiados pela UNISINOS-RS  e pela UNISUL-SC.